# Ватанджар, Мохаммад Аслам
Мохаммад Аслам Ватанджар (пушту محمد اسلم وطنجار‎; 1946, кишлак Чауни уезда Зурмат провинции Пактия — 24 ноября 2000, Одесса, Украина) — афганский военный, политический и партийный деятель, член ЦК НДПА, член Политбюро ЦК НДПА, министр обороны (1979 и 1990—1992), начальник Генштаба (март-апрель 1979), министр связи (1978 и 1980—1981) и министр внутренних дел Афганистана (1978—1979, 1979 и 1988—1990), генерал армии (1990). Кадровый военный, он сыграл одну из ключевых ролей в Апрельской революции, в ходе которой был свергнут режим Дауда и к власти в стране пришла Народно-демократическая партия Афганистана (НДПА).

## Биография

### Армейская карьера
Мохаммад Аслам Ватанджар родился в 1946 году в кишлаке Чауни волости Мота-хан уезда Зурват провинции Пактия в крестьянской семье Алам-хана, принадлежащей к пуштунскому племени Андар гильзайского племенного союза. Ватанджар получил начальное образование в родной деревне, затем в 1965 году окончил Кабульскую военную школу, а в 1968 году — Кабульское военное училище по специальности танкист.
С 1968 года Аслам Ватаджар служил в различных частях в 4-й бронетанковой бригаде. В 1971 году он был произведён в старшие лейтенанты. Активно участвовал в бескровном государственном перевороте 17 июля 1973 года, в результате которого была свергнута монархия, а к власти в стране пришёл двоюродный брат короля Мохаммад Дауд. В том же году он стал членом Народно-Демократической партии Афганистана (фракция «Хальк»). С 1975 года в звании майора являлся командиром батальона 4-го бронетанковой бригады.

### Саурская революция
К апрелю 1978 года обстановка в Афганистане крайне обострилась. 17 апреле был убит член фракции Парчам Мир Акбар Хайбар, похороны которого вылились в демонстрацию против режима Дауда. В ночь на 26 апреля были арестованы лидеры НДПА. Оставшиеся на свободе функционеры и руководители НДПА решили начать вооружённое выступление против Дауда. Генерал-майор А. А. Ляховский, служивший в Афганистане, в своей книге «Трагедия и доблесть Афгана» пишет:

В 4-й танковой бригаде (тбр) тогда служили члены НДПА Мохаммед Рафи — начальником штаба бригады, Мухаммед Аслам Ватанджар и Ширджан Маздурьяр — командирами батальонов. В 7 часов утра ими было принято решение привести в боеготовность танки и спешно выдвинуть их в направлении на Кабул. Рафи остался в бригаде, на месте обеспечивая подавление сопротивления отдельных военнослужащих, мешавших проведению необходимых мер.
Офицерам бригады удалось осуществить намеченный план. Сначала они обманным путём добились от командира бригады приказа на выдачу боеприпасов на танки, а затем двинули их к президентскому дворцу («Арга»). Чтобы достать боезапас к танкам своего батальона, майор Аслам Ватанджар пошёл на хитрость. В 9 часов утра он пришёл к командиру бригады и убедил его, что он — один из самых верных и преданных сторонников М. Дауда, а так как в столице было неспокойно, попросил генерала разрешить выдать по 6 боевых снарядов на каждый из 10 танков его батальона. Дескать, в случае чего батальон сразу же придёт на помощь М. Дауду. Когда разрешение на выдачу боеприпасов было получено, «исправив накладную на боеприпасы», добавив 0, А. Ватанджар в итоге получил на складе 600 снарядов. Ими в последующем и обстреляли президентский дворец.

В 9 часов утра 27 апреля в штабе 4-й таковой бригады командир 1-го танкового батальона майор Мохаммад Аслам Ватанджар объявил о начале вооружённого выступления. На своём танке он одним из первых прибыл к президентскому дворцу и первым открыл огонь по нему. Как пишет Ляховский, ровно в 12 часов дня Ватанджар приказал произвести первый выстрел по президентскому дворцу, после чего в атаку пошли танки под командованием Фатеха и Маздурьяра. Он также открыл огонь по зданию Министерства обороны.
Ожесточённые бои развернулись вокруг дворца «Арг». На помощь восставшим пришла авиация, которая нанесла удар по президентскому дворцу. К утру сопротивление верных президенту сил были подавлены, а сам Дауд и члены его семьи убиты при штурме дворца. Ватанджар вместе с подполковником Абдул Кадыром обратился выступил по радио, зачитав на пушту текст обращения к народу о победе Саурской революции в Афганистане. Танк, в котором Ватанджар штурмовал дворец, после переворота был установлен на постаменте на площади перед зданием дворца.

### На государственной службе
Власть в стране оказалась в руках Военного Революционного совета, вскоре передавшего свои полномочия высшему органу государственной власти — Революционному совету во главе с Нур Мохаммадом Тараки. 1 мая Ватанджар был назначен заместителем премьер-министра и министром связи, а 8 июля — министром внутренних дел Афганистана. С 19 марта по 1 апреля 1979 года являлся начальником Генерального штаба, с 1 апреля возглавил министерство обороны, 28 июля вновь был назначен министром внутренних дел.
Во время конфликта между лидерами «Хальк» Нур Мохаммадом Тараки и Хафизуллой Амином поддержал первого. В середине сентября 1979 года резидентура КГБ СССР получила достоверную информацию о намерении Амина физически расправиться со своими политическими оппонентами Ватанджаром, Гулябзоем и Сарвари. A. M. Пузанову поручалось предоставить убежище сторонникам Тараки (Сарвари, Ватанджару, Маздурьяру и Гулябзою); они прибыли в посольство, где были взяты под опеку советских спецслужб, а затем нелегально вывезены из страны в Москву. Вместе с тем 14 сентября 5 членов политбюро (включая Ватанджара) и Н. М. Тараки были освобождены от всех постов (Тараки позднее убит). Генеральным секретарём ЦК НДПА и главой страны стал Х. Амин.
16 сентября под председательством министра иностранных дел и члена политбюро ЦК Шах Вали прошёл чрезвычайный пленум ЦК НДПА, на котором было принято решение исключить из партии Ватанджара вместе с Сарвари, Маздурьяром и Гулябзоем как «террористическую группу, действовавшую под руководством Н. М. Тараки, за совершение антинародных деяний». В октябре на совещании послов социалистических стран министр иностранных дел Шах Вали заявил, что четвёрка членов ЦК НДПА (Сарвари, Ватанджар, Маздурьяр и Гулябзой) с весны 1979 года стала организовывать заговор против Амина, пытаясь вначале добиться его отстранения с поста главы правительства и вывода его из состава политбюро ЦК НДПА, а затем физически устранить его, устроив несколько покушений на его жизнь. Шах Вали также рассказал, что заговорщики после провала заговора укрылись в советском посольстве и оттуда пытались установить контакт с некоторыми частями кабульского гарнизона с целью поднять их против Амина, но им это не удалось сделать.
В ночь с 24 на 25 декабря Ватанджар, Сарвари и Гулябзой, а также группа лидеров фракции “Парчам” (Бабрак Кармаль, Анахита Ратебзад и др.) тайно вернулись в Афганистан. Спустя два дня Амин погиб в ходе штурма спецподразделениями КГБ и советской армии президентского дворца Тадж-Бек. Его сменила администрация Бабрака Кармаля. С 28 декабря 1979 года Ватанджар — вновь член Ревсовета ДРА и его Президиума, с 10 января 1980 года – член ЦК НДПА. В том же месяце занял пост министра связи, а с июля одновременно являлся уполномоченным Ревсовета по зоне «Центр» (провинции Кабул, Бамиан, Парван). 11 июня 1981 года на VI пленуме ЦК избран членом политбюро ЦК НДПА. По мнению генерала Махмута Гареева:
Ватанджар и Пактин представляли ту часть халькистов, которые, будучи патриотами, считали нужным находить общий язык с парчамистами, другими политическими движениями и не участвовали во внутрипартийной конфронтации. На любом посту, куда их назначали, стремились в меру своих возможностей честно выполнять свой долг. Ватанджара при этом ещё отличали исключительная порядочность, скромность, внимательность к людям независимо от рангов и занимаемых положений. Где бы он ни работал, большинство людей его уважали, он пользовался большим авторитетом и в народе. Будучи человеком простым, общительным, он располагал к дружбе, доверительному разговору.
19 августа 1987 года был произведён в генерал-майоры. В августе 1988 года присутствовал при запуске космического корабля «Союз ТМ-6» с советско-афганским экипажем (с первым афганским космонавтом А. А. Момандом). 15 ноября того же года назначен министром внутренних дел и находился на этом посту до марта 1990 года. С 20 февраля 1989 года — член «Высшего совета обороны Родины».
Во время вооружённого выступления «халькиста» министра обороны Шахнаваза Таная против Наджибуллы сохранил верность президенту, в связи с чем 6 марта 1990 года возглавил министерство обороны.
11 марта 1990 года был произведён в генералы армии. В июне того же года на II съезде НДПА был избран членом Исполнительного бюро Центрального совета партии “Ватан” (Отечество).
В апреле 1992 года моджахеды взяли Кабул. При падении последнего просоветского режима Наджибуллы Ватанджар перешёл на сторону Гульбеддина Хекматияра, но вскоре покинул его и перебрался в Россию.

### Смерть
Мохаммад Аслам Ватанджар скончался от рака 24 ноября 2000 года в Одессе на Украине. О его последних годах жизни Гареев говорит:
С большой семьёй жил в Москве, не имея, как и большинство афганских эмигрантов, ни квартиры, ни вида на жительство, ни средств для существования. В конечном итоге его выбросили из временно занимаемой им квартиры, и он вынужден был переехать в Одессу. Никто из руководителей Министерства обороны России того Ельцинского времени не захотел встретиться с афганским военачальником, вместе с которым решались наши общие задачи в Афганистане.
Говоря же о личности Мохаммада Ватанджара, Гареев отмечает:
Основным недостатком Ватанджара было то, что его душевность, чрезмерно мягкий характер и доброта мешали ему в полной мере употребить власть, практически организовать и потребовать выполнения поставленных задач. В условиях низкой организованности и беспорядка, существовавших тогда в Афганистане, эти изъяны в характере и методах работы Ватанджара ослабляли управление подчинёнными ведомствами и войсками. Но в целом генерал Ватанджар честно и преданно служил своему народу и Республике Афганистан.

## Награды
- Орден Красного Знамени Демократической Республики Афганистан (1 января 1981)[3]
- Орден «За храбрость» Демократической Республики Афганистан
- Орден «Солнце Свободы» Демократической Республики Афганистан